# Pillowtalk
"Pillowtalk" (estilizada como "PILLOWTALK") é uma canção gravada pelo artista musical britânico Zayn, do seu primeiro álbum solo, Mind of Mine. Zayn compôs a faixa com Anthony Hannides, Michael Hannides, Joe Garrett e Levi Lennox, produtor de Zayn. Este foi seu primeiro lançamento após ter deixado a boy band One Direction. A canção foi lançada como o primeiro single do álbum em 29 de janeiro de 2016, juntamente com seu videoclipe, que conta com a participação da então namorada de Zayn, a modelo americana Gigi Hadid. A canção estreou no número um nos EUA e no Reino Unido.

## Antecedentes e lançamento
Após assinar contrato com a RCA Records, Zayn concedeu várias entrevistas para revistas musicais, tais como The Fader e Billboard, para falar sobre seu álbum de estreia. Nelas, o cantor afirmou que "as experiências de vida foram as grandes influências para este álbum (Mind of Mine); e coisas pelas quais tenho passado, especialmente nos últimos cinco anos." Zayn também afirmou que o álbum se inclinaria para o R&B, mas que também haveria algumas batidas se inclinando para o R&B-rock e o reggae. O primeiro álbum solo de Zayn, Mind of Mine, foi lançado em 25 de março de 2016. Em 24 de janeiro de 2016, Zayn revelou a data de lançamento e a capa promocional do single de  "Pillowtalk" através de sua conta no Twitter. Este foi o primeiro single solo de Zayn, após ter deixado a boy band One Direction, em março de 2015. Zayn compôs a canção pouco depois de deixar o grupo, em colaboração com os compositores Mike e Anthony Hannides. Ao falar sobre o single para o jornal britânico The Sunday Times, Zayn disse que "Pillowtalk" é sobre sexo, que ele descreveu como "tão puro, tão sujo e cru", acrescentando o seguinte: "Todo mundo faz sexo, e é algo sobre a qual as pessoas querem ouvir. Faz parte da vida de todo mundo, uma grande parte da vida. E você não quer esconder isso debaixo do tapete."Posteriormente, "Pillowtalk" foi disponibilizada para download digital na maioria dos países do mundo todo, através da iTunes Store, em 29 de janeiro de 2016. A canção alcançou sucesso mundial ao chegar ao topo de uma variedade de paradas, com vendas e streamings totalizando 8 milhões de unidades de acordo com a IFPI.
Uma versão acústica da trilha "Pillowtalk" foi lançada em 3 de fevereiro de 2016. Em seu Snapchat, Zayn revelou um trecho de um remix de "Pillowtalk", que conta com a participação do rapper americano Lil Wayne,, que foi posteriormente disponibilizada como "Pillowtalk (Lil Wayne Remix)" para download digital em 25 de fevereiro de 2016; é um remix hip hop com rap de Lil Wayne, juntamente com rap e rap/canto de Zayn. A versão original de "Pillowtalk" foi incluída no álbum de compilação Now That's What I Call Music! 93.

## Videoclipe
Gigi Hadid e Zayn estrelam o vídeo musical que acompanha o single "Pillowtalk", que apresenta efeitos de caleidoscópio. O clipe mostra Zayn entrando numa fantasia sexual, com uma flor cobrindo os órgãos genitais de uma mulher misteriosa e silhuetas femininas cobiçando a outra. Hadid aparece abraçada em torno do cantor, hipnotiza-lo e acaba por provocar lágrimas technicolor.

## Lista de faixas
- Download digital (versão limpa)[20]

1. "Pillowtalk" – 3:23

- Download digital (versão explicita)[20]

1. "Pillowtalk" – 3:23

## Desempenho nas tabelas

### Nas tabelas semanais
| Tabela musical (2014-15)                         | Melhor posição |
| ------------------------------------------------ | -------------- |
| Alemanha (Media Control Charts)                  | 5              |
| Austrália (ARIA Charts)                          | 1              |
| Bélgica (Ultratop 50 de Flandres)                | 43             |
| Bélgica (Ultratop 40 da Valônia)                 | 3              |
| Escócia (The Official Charts Company)            | 1              |
| Estados Unidos (Billboard Hot 100)               | 1              |
| Finlândia (IFPI Finlândia)                       | 14             |
| Hungria (Magyar Hanglemezkiadók Szövetsége)      | 4              |
| Irlanda (Irish Recorded Music Association)       | 1              |
| Itália (Federazione Industria Musicale Italiana) | 3              |
| Nova Zelândia (NZ Top 40 Singles)                | 2              |
| Países Baixos (Dutch Top 40)                     | 9              |
| Portugal (Top Nacional de Singles)               | 1              |
| Reino Unido (UK Singles Chart)                   | 1              |
| Reino Unido (UK R&B Singles Chart)               | 1              |
| Suécia (Sverigetopplistan)                       | 2              |
| Suíça (Schweizer Hitparade)                      | 15             |

## Histórico de lançamento
| País           | Data                  | Formato                             | Gravadora | Ref.   |
| -------------- | --------------------- | ----------------------------------- | --------- | ------ |
| Austrália      | 29 de janeiro de 2016 | Download digital                    | RCA       | [ 38 ] |
| Estados Unidos | 29 de janeiro de 2016 | Download digital (versão limpa)     | RCA       | [ 20 ] |
| Estados Unidos | 29 de janeiro de 2016 | Download digital (versão explícita) | RCA       | [ 39 ] |